# Lars Andersson (sverigedemokrat)
Lars Bertil Andersson, född 21 december 1964 i Södertälje, är en svensk politiker (sverigedemokrat). Han är ordinarie riksdagsledamot sedan 2018, invald för Skåne läns södra valkrets.
I riksdagen är Andersson suppleant i EU-nämnden, försvarsutskottet, justitieutskottet, konstitutionsutskottet, utbildningsutskottet och Nordiska rådets svenska delegation. Han var ledamot i konstitutionsutskottet 2022 och har varit suppleant i bland annat socialförsäkringsutskottet, utrikesutskottet och Europarådets svenska delegation.
Utöver sitt uppdrag som riksdagsledamot är Andersson även en ledamot i Kävlinge kommunfullmäktige.[källa behövs]
Andersson har en Examen artium från Oslo Handelsgymnasium samt en kandidatexamen i företagsekonomi med inriktning International management från Oklahoma State University.[källa behövs]